# Alberto II del Belgio
Alberto II del Belgio, nome completo Albert Félix Humbert Théodore Christian Eugène Marie (Bruxelles, 6 giugno 1934), è stato il sesto re dei Belgi dal 9 agosto 1993 al 21 luglio 2013, quando ha abdicato in favore del figlio Filippo.

## Biografia

### Infanzia

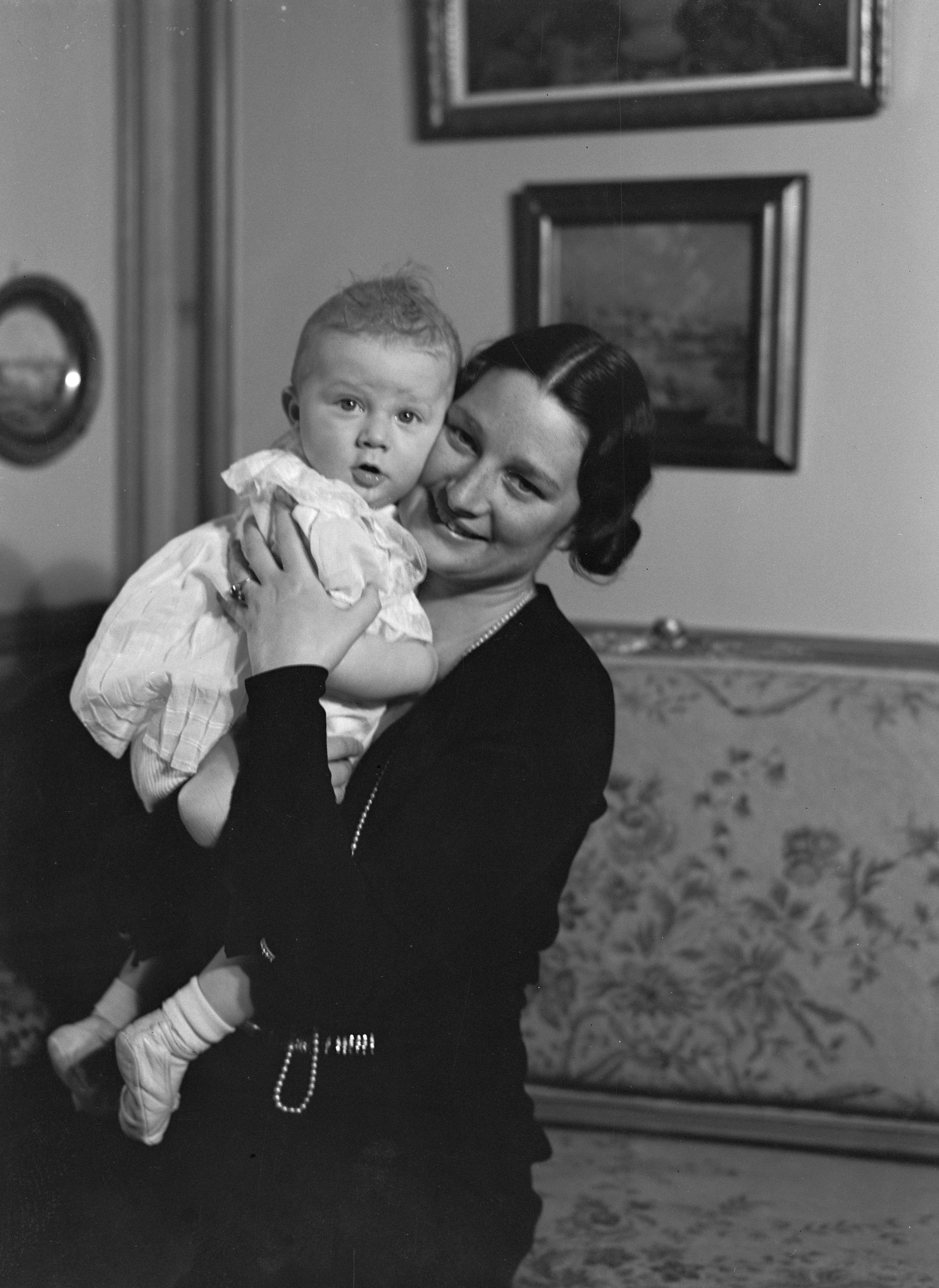
Alberto assieme alla madre Astrid.

Alberto nacque nel 1934, nel Castello di Stuyvenberg, a nord di Bruxelles, era il terzo e l'ultimo figlio di re Leopoldo III e della regina Astrid: aveva infatti due fratelli, Giuseppina Carlotta e Baldovino. Alla nascita il principe Alberto era secondo in linea di successione, dopo il fratello Baldovino, così il padre gli concesse il titolo di "principe di Liegi". Quando Alberto aveva solo un anno, il 29 agosto 1935 la madre Astrid morì a causa di un incidente stradale, dove fu coinvolto anche il padre, il quale però rimase ferito. Il re si risposò nel 1941 con Mary Lilian Baels, in seguito nominata principessa di Réthy. La coppia ebbe tre figli: Alexandre, Marie-Christine e Marie-Esméralda, che è figlioccia di Alberto. Il principe di Liegi ed i suoi fratelli ebbero un rapporto stretto con la loro matrigna, che la chiamavano "madre".
Con lo scoppio della seconda guerra mondiale, la Germania nazista invase il Belgio il 10 maggio 1940, così Alberto, Giuseppina Carlotta e Baldovino lasciarono il Paese, recandosi in Francia e poi nella Spagna franchista, per poi ritornare in patria. I principi continuarono i loro studi a Laeken ed al Castello di Ciergnon, nelle Ardenne. A seguito dello sbarco in Normandia degli Alleati, i tedeschi deportarono re Leopoldo, la principessa Lilian ed i figli in Germania, a Hirschstein poi a Strobl, in Austria dove furono prelevati dal 106º reggimento di Cavalleria americana, nel 1945.
Intanto in Belgio vi era una crisi politica, la quale non permetteva un rientro immediato della famiglia reale: infatti Alberto assieme al padre ed i fratelli si stabilì in Svizzera, a Pregny nella Villa denominata "Le Reposoir". Il principe Alberto continuò la sua formazione in una scuola secondaria di Ginevra, fino al 22 luglio 1950, data in cui fu permesso a Leopoldo di rientrare in Belgio grazie ad un referendum popolare, ma il sovrano dovette abdicare in favore del Duca di Brabante, che il 17 luglio 1951 divenne re Baldovino I del Belgio.

### Attività dinastiche e matrimonio
Con l'ascesa del fratello, Alberto era primo in linea di successione al trono e di conseguenza partecipò a numerosi impegni reali. Nel 1958 divenne presidente della Croce rossa belga e, nel 1962, Presidente onorario dell'Ufficio belga per il commercio estero, carica che lo portò a compiere numerose missioni commerciali, in giro per il mondo.

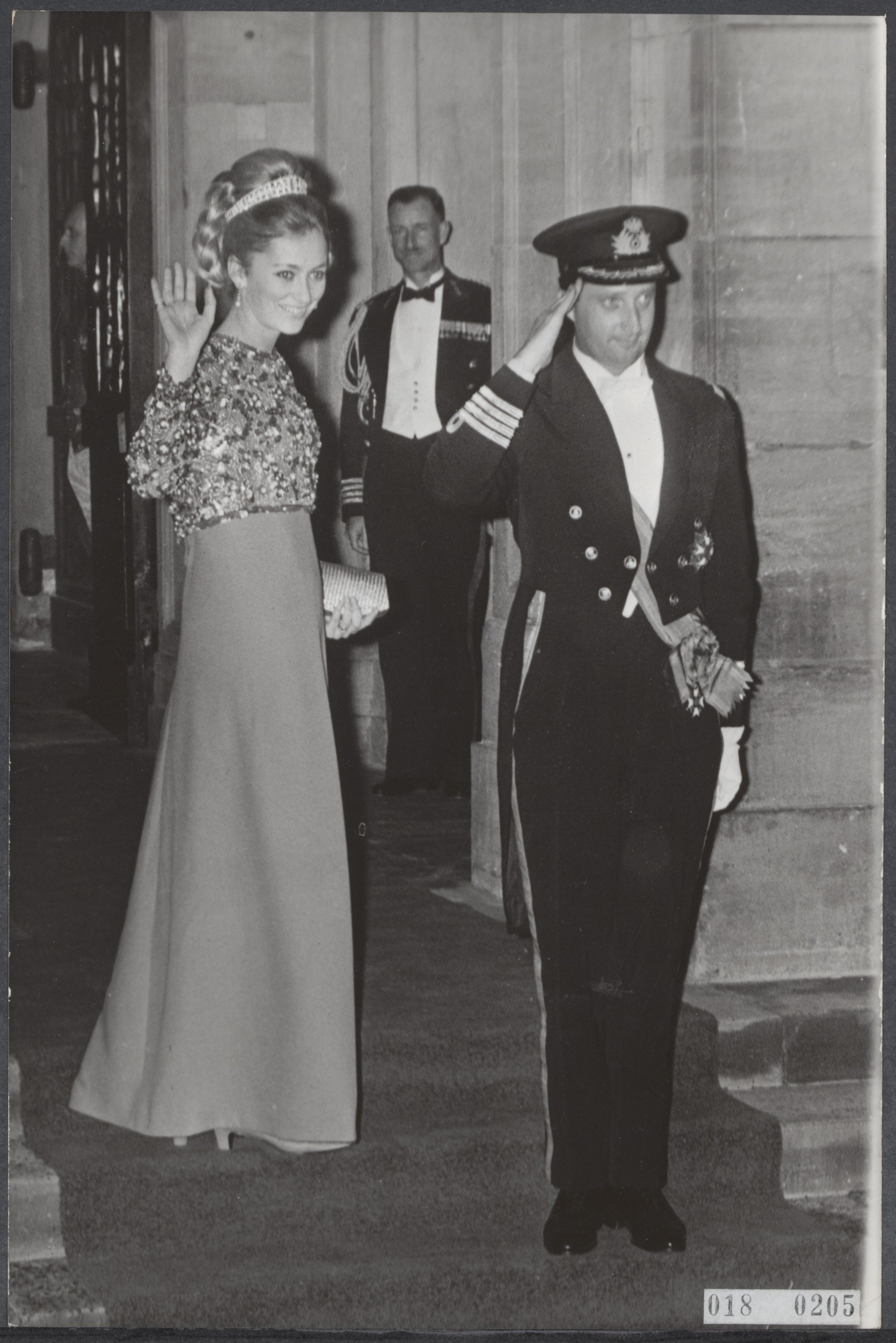
Il Principe e la Principessa di Liegi.

Nel 1958 Alberto partecipò all'incoronazione di Papa Giovanni XXIII. Ad un ricevimento tenutosi presso l'ambasciata belga, il Principe di Liegi incontrò la nobildonna italiana Donna Paola Ruffo di Calabria. Il principe le propose di sposarlo e lei accettò. Paola fu poi presentata alla famiglia di Alberto ed il 6 dicembre 1958 resero noto il loro fidanzamento. Il matrimonio reale venne celebrato il 2 luglio 1959, presso la Concattedrale di San Michele e Santa Gudula, e fissarono come propria residenza il Castello del Belvédère. La coppia affrontò un periodo di crisi, determinato forse dalla relazione extraconiugale del principe Alberto con la baronessa Sibilla di Selys Longchamps, da cui avrà una figlia, Delphine.
Alberto e Paola ebbero tre figli:
- Filippo (1960), Re del Belgio
- Astrid (1962), Arciduchessa d'Austria-Este
- Lorenzo (1963), Principe del Belgio

Nel 1960 il fratello di Alberto, Baldovino del Belgio, sposò l'aristocratica spagnola Fabiola de Mora y Aragón; i due non ebbero discendenza, così i figli dei Principi di Liegi garantirono la continuità del Casato di Sassonia-Coburgo-Gotha, in Belgio.

### Re dei Belgi
Nel 1993 re Baldovino morì e di conseguenza il principe di Liegi divenne re Alberto II del Belgio, che prestò giuramento davanti al Parlamento belga il 9 agosto 1993. Alberto II svolse numerosi compiti, in qualità di re, come visite di stato, parate militari, missioni commerciali, incontri internazionali di alto livello ed impegni riguardanti la società, la cultura e le imprese del Belgio. Fra il 2010 ed il 2011 il Parlamento belga non trovò un accordo col Governo, di conseguenza il Re ebbe un ruolo costituzionale, ovvero quello di nominare un nuovo Primo ministro.

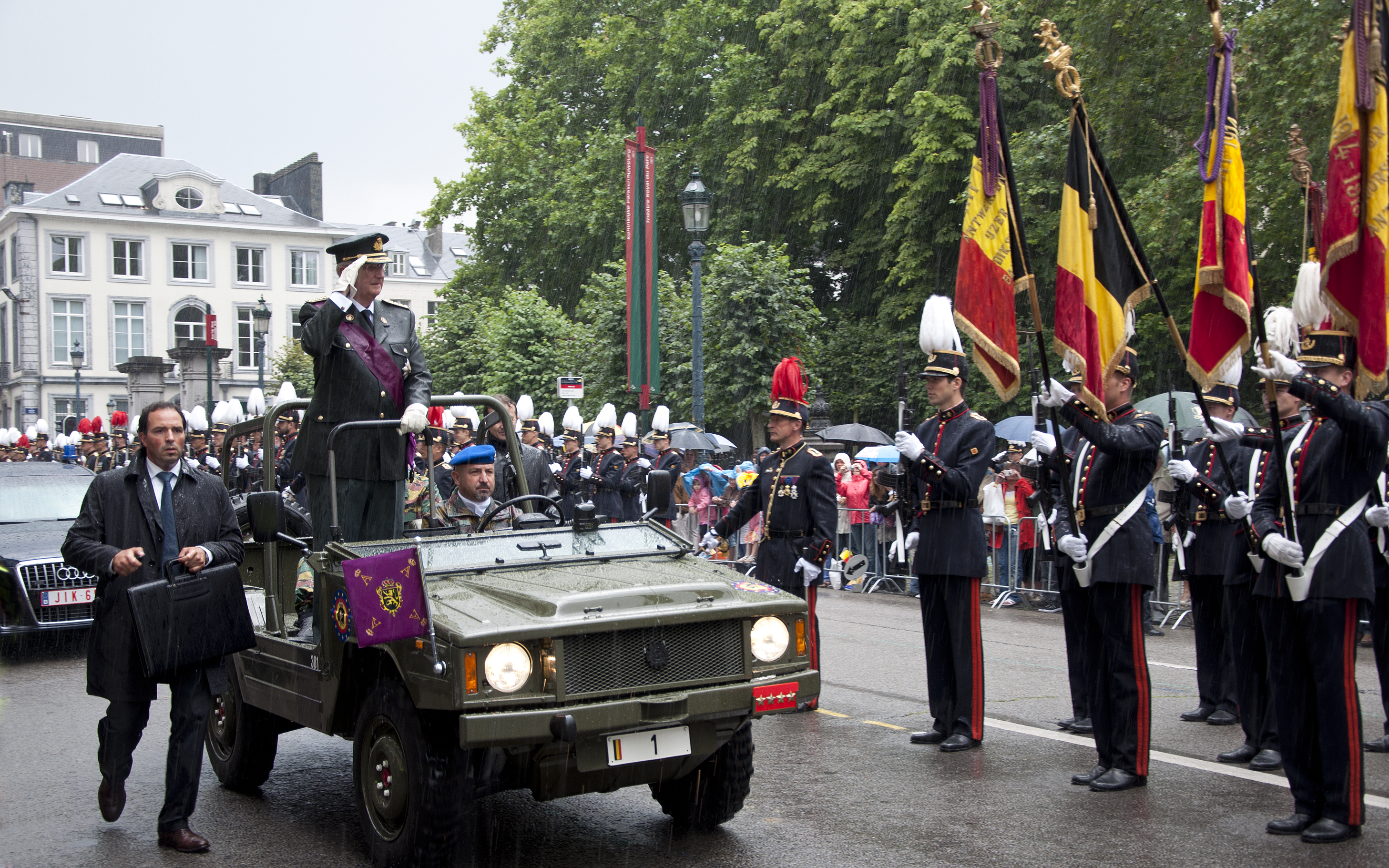
Alberto II durante la festa nazionale del 2011.

Nel 1984 creò la "Prince Albert Foundation", col fine di promuovere le competenze nel commercio estero. Durante il suo discorso di Natale del 2012 creò alcune polemiche poiché confrontò i moderni "movimenti populisti" con quelli degli anni '30. Diversi commentatori e politici fiamminghi videro tale affermazione come un obbiettivo implicito contro il N-VA, il Partito nazionalista fiammingo. Il leader del partito, Bart De Wever, ritenne che il Re non dovesse più essere coinvolto nella formazione dei governi nazionali. Riferendosi al commento del monarca, affermò che "non poteva più vedere nel monarca il ruolo costituzionale di arbitro".

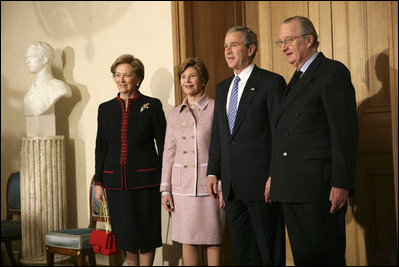
Re Alberto II e la moglie Paola con George e Laura Bush.

Infine per la durata del suo regno, Alberto considerava che il Re belga dovesse occuparsi e sostenere l'intesa tra il nuovo stato federale, le tre regioni e le tre comunità. Nel 

### Abdicazione
Il 3 luglio 2013 annunciò tramite la televisione di stato la propria intenzione di abdicare: "Sono entrato negli 80 anni, un'età mai raggiunta dai miei predecessori, la mia età e la mia salute non mi permettono più di esercitare le mie funzioni" disse, poi descrisse l'erede al trono, Filippo, Duca di Brabante "è ben preparato e ha tutta la mia fiducia, il futuro del Paese è in buone mani". Il 21 luglio, festa nazionale in Belgio, abdicò in favore del figlio Filippo, che divenne Re dei Belgi.

L'effigie di Alberto II su di una moneta da 50 centesimi del 2010

## Discendenza
Alberto II e Paola Ruffo di Calabria hanno avuto tre figli:
- Filippo, nato il 15 aprile 1960, che ha sposato Mathilde d'Udekem d'Acoz, una nobildonna belga. Hanno quattro figli:
  - Principessa Elisabetta del Belgio, nata il 25 ottobre 2001;
  - Principe Gabriele del Belgio, nato il 20 agosto 2003;
  - Principe Emanuele del Belgio, nato il 4 ottobre 2005;
  - Principessa Eleonora del Belgio, nata il 16 aprile 2008.
- Astrid, nata il 5 giugno 1962, che ha sposato Lorenz von Habsburg-Lothringen. Hanno cinque figli:
  - Principe Amedeo del Belgio, arciduca d'Austria-Este, nato il 21 febbraio 1986;
  - Principessa Maria Laura del Belgio, arciduchessa d'Austria-Este, nata il 26 agosto 1988;
  - Principe Gioacchino del Belgio, arciduca d'Austria-Este, nato il 9 dicembre 1991;
  - Principessa Luisa Maria del Belgio, arciduchessa d'Austria-Este nata l'11 ottobre 1995;
  - Principessa Letizia Maria del Belgio, arciduchessa d'Austria-Este, nata il 23 aprile 2003.
- Lorenzo, nato il 19 ottobre 1963, che ha sposato Claire Coombs, già agente di beni immobiliari anglo-belga. Hanno tre figli:
  - Principessa Luisa del Belgio, nata il 6 febbraio 2004;
  - i gemelli Principe Nicola del Belgio e Principe Amerigo del Belgio, nati il 13 dicembre 2005.

L'ex re ha inoltre una figlia illegittima, nata da una relazione extraconiugale con la baronessa Sibilla di Selys Longchamps:
- la principessa Delphine (Delphine Michèle Anne Marie Ghislaine, nata il 22 febbraio 1968); dalla sua relazione con Séamas Ó hÍr sono nati due figli.[7]

## Titoli e trattamento
- 6 giugno 1934 – 7 giugno 1934: Sua Altezza Reale il Principe Alberto del Belgio
- 7 giugno 1934 – 9 agosto 1993: Sua Altezza Reale il Principe Alberto del Belgio, Principe di Liegi
- 9 agosto 1993 – 21 luglio 2013: Sua Maestà il Re Alberto II, Re dei Belgi
- 21 luglio 2013 - attuale: Sua Maestà il Re Alberto II del Belgio[8]

## Ascendenza
|                                 |                    |                                   | Genitori                                  |  |  | Nonni |  |  | Bisnonni           |  |  | Trisnonni             |  |
|                                 |                    |                                   |                                           |  |  |       |  |  | Filippo del Belgio |  |  | Leopoldo I del Belgio |  |
|                                 |                    |                                   |                                           |  |  |       |  |  | Filippo del Belgio |  |  | Leopoldo I del Belgio |  |
|                                 |                    | Luisa d'Orléans                   |                                           |  |  |       |  |  | Filippo del Belgio |  |  |                       |  |
| Alberto I del Belgio            |                    |                                   |                                           |  |  |       |  |  | Filippo del Belgio |  |  |                       |  |
|                                 |                    | Maria di Hohenzollern-Sigmaringen | Carlo Antonio di Hohenzollern-Sigmaringen |  |  |       |  |  |                    |  |  |                       |  |
|                                 |                    | Maria di Hohenzollern-Sigmaringen | Carlo Antonio di Hohenzollern-Sigmaringen |  |  |       |  |  |                    |  |  |                       |  |
|                                 |                    | Maria di Hohenzollern-Sigmaringen | Giuseppina di Baden                       |  |  |       |  |  |                    |  |  |                       |  |
| Leopoldo III del Belgio         |                    | Maria di Hohenzollern-Sigmaringen |                                           |  |  |       |  |  |                    |  |  |                       |  |
|                                 |                    | Carlo Teodoro duca in Baviera     | Massimiliano Giuseppe in Baviera          |  |  |       |  |  |                    |  |  |                       |  |
|                                 |                    | Carlo Teodoro duca in Baviera     | Massimiliano Giuseppe in Baviera          |  |  |       |  |  |                    |  |  |                       |  |
|                                 |                    | Carlo Teodoro duca in Baviera     | Ludovica di Baviera                       |  |  |       |  |  |                    |  |  |                       |  |
| Elisabetta Gabriella di Baviera |                    | Carlo Teodoro duca in Baviera     |                                           |  |  |       |  |  |                    |  |  |                       |  |
|                                 |                    | Maria José di Braganza            | Michele I del Portogallo                  |  |  |       |  |  |                    |  |  |                       |  |
|                                 |                    | Maria José di Braganza            | Michele I del Portogallo                  |  |  |       |  |  |                    |  |  |                       |  |
|                                 |                    | Maria José di Braganza            | Adelaide di Löwenstein-Wertheim-Rosenberg |  |  |       |  |  |                    |  |  |                       |  |
| Alberto II del Belgio           |                    | Maria José di Braganza            |                                           |  |  |       |  |  |                    |  |  |                       |  |
|                                 | Oscar II di Svezia | Oscar I di Svezia                 |                                           |  |  |       |  |  |                    |  |  |                       |  |
|                                 | Oscar II di Svezia | Oscar I di Svezia                 |                                           |  |  |       |  |  |                    |  |  |                       |  |
|                                 | Oscar II di Svezia | Giuseppina di Leuchtenberg        |                                           |  |  |       |  |  |                    |  |  |                       |  |
| Carlo di Svezia                 | Oscar II di Svezia |                                   |                                           |  |  |       |  |  |                    |  |  |                       |  |
|                                 |                    | Sofia di Nassau                   | Guglielmo di Nassau                       |  |  |       |  |  |                    |  |  |                       |  |
|                                 |                    | Sofia di Nassau                   | Guglielmo di Nassau                       |  |  |       |  |  |                    |  |  |                       |  |
|                                 |                    | Sofia di Nassau                   | Paolina di Württemberg                    |  |  |       |  |  |                    |  |  |                       |  |
| Astrid di Svezia                |                    | Sofia di Nassau                   |                                           |  |  |       |  |  |                    |  |  |                       |  |
|                                 |                    | Federico VIII di Danimarca        | Cristiano IX di Danimarca                 |  |  |       |  |  |                    |  |  |                       |  |
|                                 |                    | Federico VIII di Danimarca        | Cristiano IX di Danimarca                 |  |  |       |  |  |                    |  |  |                       |  |
|                                 |                    | Federico VIII di Danimarca        | Luisa d'Assia-Kassel                      |  |  |       |  |  |                    |  |  |                       |  |
| Ingeborg di Danimarca           |                    | Federico VIII di Danimarca        |                                           |  |  |       |  |  |                    |  |  |                       |  |
|                                 |                    | Luisa di Svezia                   | Carlo XV di Svezia                        |  |  |       |  |  |                    |  |  |                       |  |
|                                 |                    | Luisa di Svezia                   | Carlo XV di Svezia                        |  |  |       |  |  |                    |  |  |                       |  |
|                                 |                    | Luisa di Svezia                   | Luisa dei Paesi Bassi                     |  |  |       |  |  |                    |  |  |                       |  |
|                                 |                    | Luisa di Svezia                   |                                           |  |  |       |  |  |                    |  |  |                       |  |

### Parentele
La madre di Alberto II, la regina Astrid, era sorella di Marta di Svezia, principessa della corona di Norvegia. Entrambe erano figlie del principe di Svezia Carlo, duca di Västergötland e della principessa Ingeborg di Danimarca; il padre Leopoldo III era fratello di Maria José, ultima regina d'Italia, questo rende Alberto II cugino di primo grado di re Harald V di Norvegia, del principe Vittorio Emanuele di Savoia, figlio dell'ultimo re d'Italia, e delle principesse Maria Pia, Maria Gabriella e Maria Beatrice di Savoia.